# Popkensburg
De Popkensburg was een kasteel in het Nederlandse dorp Sint Laurens, provincie Zeeland. Van het kasteel zijn geen restanten bewaard gebleven.

## Geschiedenis
Waarschijnlijk is het kasteel in de 13e eeuw gebouwd. Een melding uit 1268 over ene Jan van Popkensburg lijkt er indedaad op te wijzen dat er op dat moment reeds een versterkt huis stond.

### Familie Van Borssele
In de 14e eeuw was de Popkensburg in bezit van de familie Van Borssele. In 1353 werd het kasteel vernieuwd door Claes van Borssele. In 1401 droegen Claes en zijn vrouw Maria van Arnemuiden het kasteel op aan de Hollandse graaf Albrecht, om het direct weer in leen terug te ontvangen, met de belofte dat het kasteel een open huis werd voor de graaf. De familie Van Borssele was overigens niet alleen eigenaar van het kasteel maar ook van de heerlijkheid Popkensburg.
Adriaan van Borssele werd in 1426 de eigenaar van het slot. Naast de Popkensburg bezat hij ook het kasteel in West-Souburg. Adriaan woonde in zijn laatste jaren in West-Souburg en stelde een slotbewaarder aan voor de Popkensburg.
In 1518 overleed Anna van Borssele. Haar zoon Adolf van Bourgondië erfde de Popkensburg. Hij liet het op zijn beurt weer na aan zijn zoon Maximiliaan. Nadat Maximiliaan in 1558 berooid was overleden, werden het kasteel en de heerlijkheid publiekelijk verkocht.

### Tachtigjarige Oorlog
De nieuwe eigenaren in 1558 waren Arend van Valckesteijn en Philibert van Serooskerke. Zij waren Spaansgezind en nadat de Tachtigjarige Oorlog was uitgebroken kreeg het kasteel tijdens het beleg van Middelburg (1572-1574) een Spaans garnizoen. Dit zorgde er voor dat de Geuzen het slot niet konden innemen.
Toen Arend in 1578 overleed, werd Philibert de enige eigenaar van de Popkensburg. Het kasteel vererfde op zijn zoon en kleinzoon. Die laatste verkocht het kasteel in 1631 aan Walter Fourmenois; de heerlijkheid was al in 1612 door de stad Middelburg aangekocht.

### Familie Boudaen Courten
De familie Fourmenois gebruikte vanaf 1653 de Popkensburg als zomerverblijf. Na het overlijden van Walters zuster Catharina Fourmenois in 1665 kwam het slot in handen van haar man Pieter Boudaen Courten. In 1679 kocht Johan Boudaen Courten de heerlijkheid weer terug, zodat er opnieuw één en dezelfde eigenaar was van slot en heerlijkheid. De familie bleef kasteeleigenaar tot Anna Sara Boudaen Courten in 1781 overleed en de Popkensburg naliet aan haar echtgenoot Jacob van Citters.

### Familie Van Citters
Na het overlijden van Jacob van Citters in 1792 kwam de Popkensburg terecht bij zijn zoon Jacob Verheye van Citters (1753-1823). Deze amateur-historicus en verzamelaar legde een grote collectie prenten, tekeningen en topografische kaarten van Zeeland aan. Deze collectie kreeg de naam Zelandia Illustrata. Jacob overleed in 1823 en zijn zoon Laurens erfde de Popkensburg.

#### Afbraak en vloek
In 1839 verhuurde Laurens de Witte van Citters het kasteel nog enige tijd aan Willem Cornelis Mary de Jonge Van Ellemeet.
Na het overlijden van Laurens in 1862 besloot zijn zoon Jacob de Witte van Citters om het kasteel af te laten breken, waarschijnlijk uit geldgebrek. Ondanks diverse protesten werd in 1863 het kasteel ter afbraak verkocht en de tuinen werden omgezet in wei- en bouwland. De collectie Zelandia Illustrata werd verkocht aan het Zeeuws Genootschap.
De afbraak van de Popkensburg had bij menigeen kwaad bloed gezet. Er kwamen geruchten op gang dat iedereen die een rol had gespeeld bij de afbraak van het slot, was vervloekt. Zo overleed Jacob de Witte van Citters in eenzaamheid, terwijl anderen stierven door ziekte of zelfmoord.
Na de afbraak van het kasteel is er een boerderij gebouwd met de naam Popkensburg.

## Beschrijving
Het kasteel dateert vermoedelijk uit de 13e eeuw en is in 1353 door Claes van Borssele vernieuwd. In 1553 zijn er verbouwingen uitgevoerd door Maximiliaan van Bourgondië. De familier Citters liet de Popkensburg eind 18e eeuw en opnieuw in de jaren 1841-1842 verbouwen.
De Popkensburg bestond uit een hoofdburcht en een voorburcht die beide waren omgeven door een slotgracht. Op de rechthoekige voorburcht stond de voorpoort die toegang gaf tot het complex. Deze poort kon worden bereikt via een stenen brug met een houten valbrug. Afgezien van de poort bevonden zich ook bedrijfsgebouwen op de voorburcht, zoals stallen en een koetshuis.
Vanaf de voorburcht kon de hoofdburcht worden bereikt via een 20 meter lange houten brug. Deze brug leidde naar de ingang die aan weerszijden over twee ronde torens beschikte. Binnen het rechthoekige kasteelgebouw bevond zich een grotendeels volgebouwde binnenplaats, met aan de rechterzijde een open galerij in renaissancestijl.
Rondom de Popkensburg lagen tuinen, boomgaarden en sterrenbossen. Het park werd in de 18e eeuw voorzien van een zogenaamd grand canal.
Van het kasteel is alleen nog een restant van de slotgracht bewaard gebleven.

## Afbeeldingen

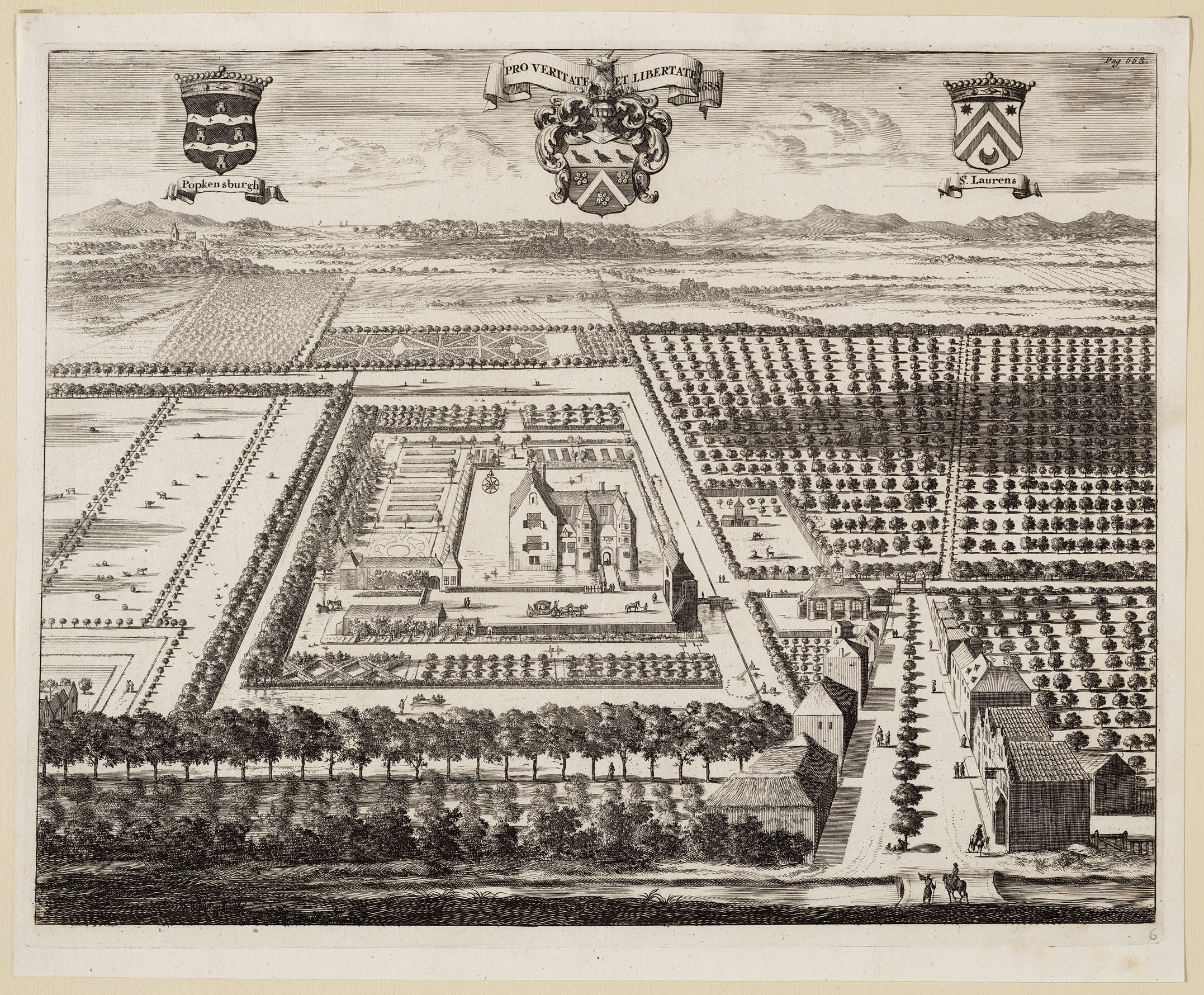
De Popkensburg eind 17e eeuw
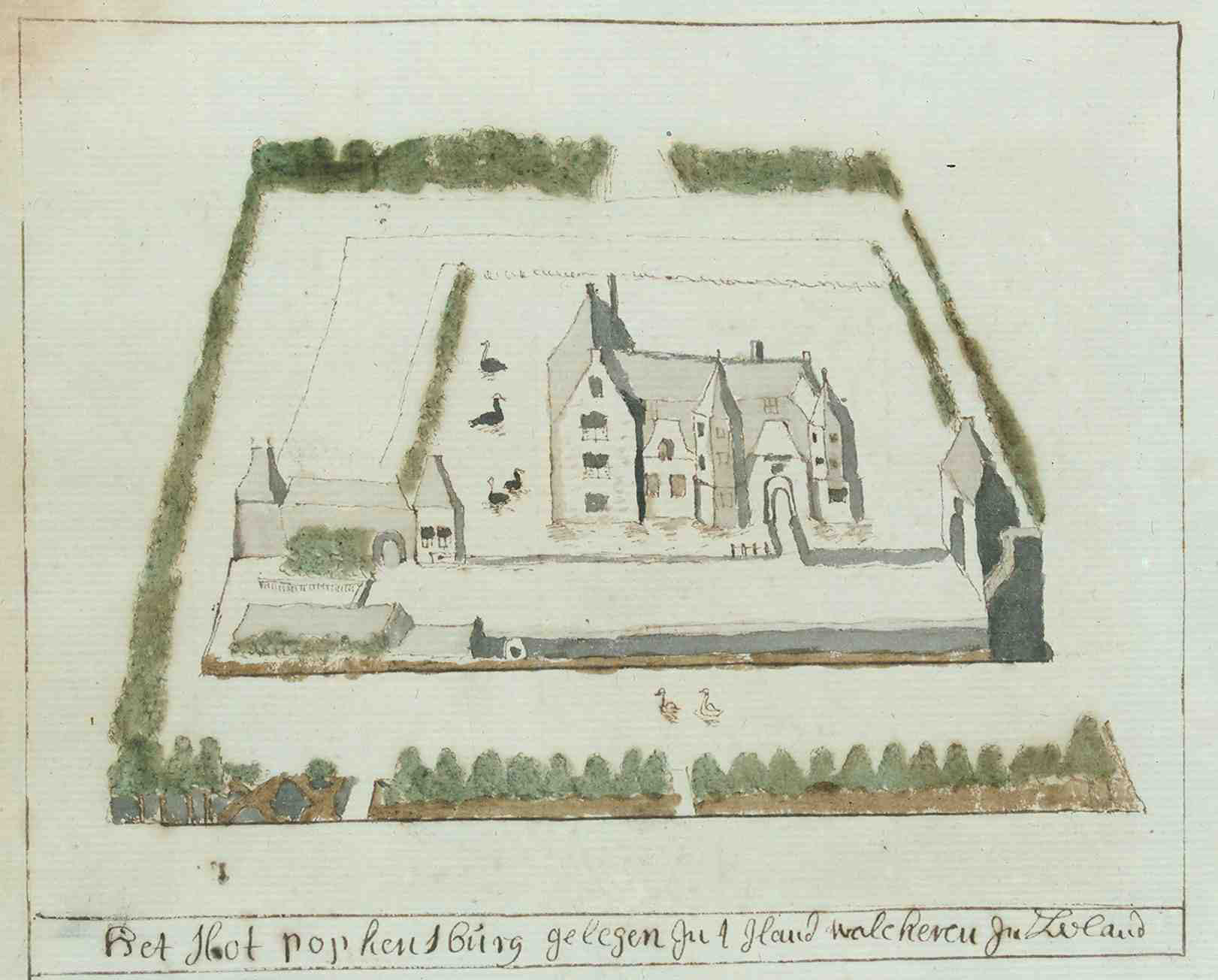
De Popkensburg tussen 1710-1735
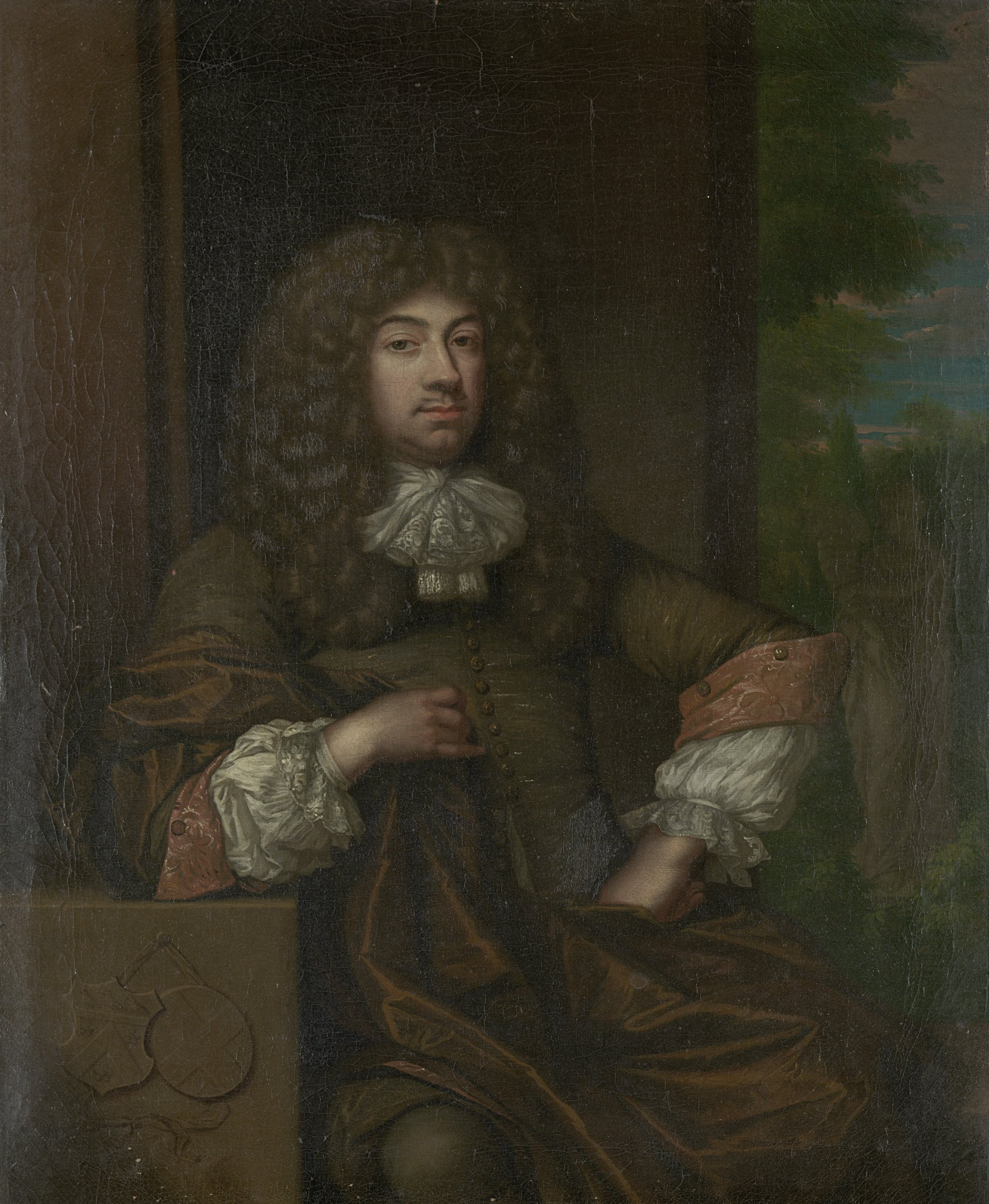
Jan Boudaen Courten (1635-1716), heer van St Laurens, Schellach en Popkensburg
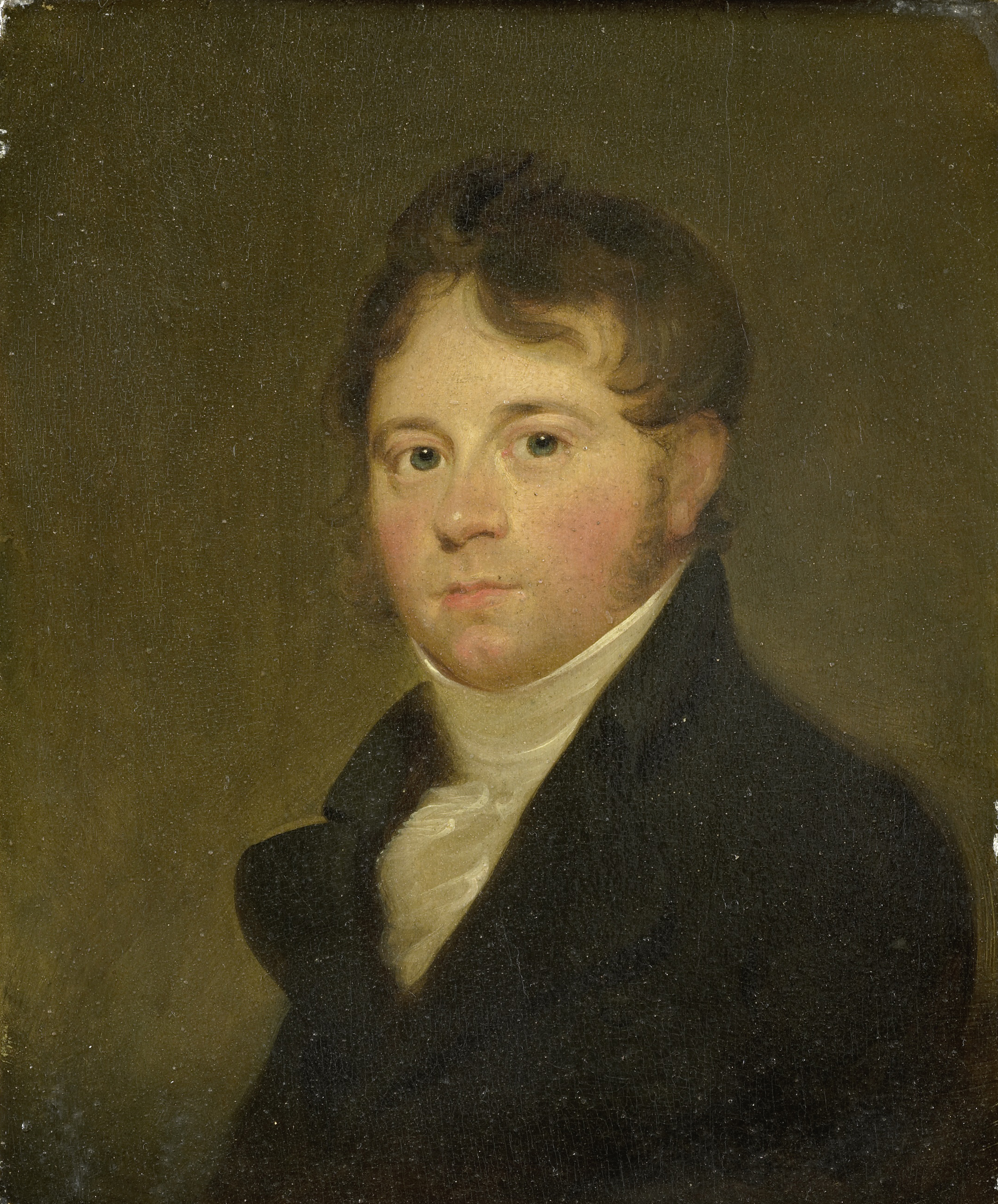
Laurens de Witte van Citters (1781-1862), een van de laatste eigenaren van de Popkensburg

Aldegonde · Kasteel van Axel · Baarland · Baarsdorp · Barbestein · Biervliet · Bieweg · Blodenburg · Huis der Boede · Brijdorpe · Bruëlis · 't Burchtje · Burggravensteen · Buttinge · Coxijde · Crayenstein · Duinbeek · Duivelsberg · Ellewoutsdijk · Filippenburg · Geersdijk · Gistellis · Gravenhof · Slot Haamstede · Kasteel Hellenburg · Herkestein · Heuvelsweg · Hoge Huis · Ter Hooge · Hoogkamer · Kats · Kind van Trente · Kleverskerke · Kortgene · Kreke · Kruiningen · Laterdale · Lodijke · Maalstede (Hulst) · Maalstede (Kapelle) · Magdalon · Hof Ter Moere · Moermond · Te Mortiere · Muiden · Hof ter Nisse (Nisse) · Hof ter Nisse (Ossenisse) · Oostende · Oostende (Goes) · Oosterstein · Poelvoorde · Poortvliet · Popkensburg · De Pottere · Poucques · Pronkenburg · Ravenstein · Saeftingher Slot · Kasteel van Sint-Maartensdijk · Schengen · Sluis · Smallegange · Stavenisse · Tolhuis van Iersekeroord · Huus ter Tolne · Torenberg · Torenhoeve · Toren van Bourgondië · Troye · Valkenisse · Vinninghen · Vlissingen · Voorhoute · Waarde · Watervliet · Weldamme · Welland · Huis te Werf · Te Werve · Westenschouwen · Westhove · Westkerke · Windenburg · Zandenburg · Zwanenburg